# Гуммерт, Рудольф Августович
Рудо́льф А́вгустович Гу́ммерт (1862—1922) — российский музыкальный педагог, пианист и композитор. Один из основателей профессионального музыкального образования в Казани, в которой жил с 1887 года. Основатель частной музыкальной школы, на базе которой существовала в 1921 году Восточная консерватория.

## Биография
Рудольф Гуммерт получил образование в Петербургской консерватории, которую окончил по двум специальностям: класс композиции у Н. А. Римского-Корсакова и класс фортепиано у А. О. Миклашевского. На последнем году обучения испытал сильное влияние А. Рубинштейна, и в дальнейшем именовал себя его последователем. В 1887 году, после окончания консерватории, по приглашению директора частной музыкальной школы А. А. Орлова-Соколовского переехал в Казань для преподавания в его школе теории музыки и игры на фортепиано.
В 1891 году Гуммерт открыл собственную музыкальную школу (на Покровской улице в доме Пальчиковой) и «Детский музыкальный сад» (в 1898 году). Гуммерт стал самым известным пропагандистом академической музыки в Казани, ставя перед собой задачу подготовку абитуриентов для поступления в консерватории Москвы и Петербурга. После открытия Казанского отделения ИРМО школа Гуммерта была преобразована в Музыкальное училище при Императорском русском музыкальном обществе. Обучение в училище было девятилетним, существовали классы оперного и драматического искусства, и оркестровой игры. Усилиями Гуммерта в Казани появился профессиональный хор и симфонический оркестр, организовывались оперные постановки.
Р. Гуммерт активно занимался композицией, сохранились 8 его хоровых сочинений, в том числе «Память Пушкину», «Гимн весне», «Тени гор высоких» и др. Также известны 15 его произведений для фортепиано, включая идиллию, баркаролу, марш, и прочее. Также он занимался сочинением композиций для скрипки с фортепиано и романсов для женского голоса. Как педагог, Р. А. Гуммерт разработал собственную систему преподавания, развитую в рукописных трудах: «Материалы для правильно поставленного хорового класса» (1900), «Сольфеджио» (1902), «Методика преподавания игры на фортепиано» и др. В 1915 году он планировал открыть в Казани Хоровое общество, но планы не осуществились из-за войны и революции. Его деятельность была отмечена рядом наград, в том числе медалью «В память в Бозе почившего Императора Александра II» за заслуги на государственной службе.
В годы революции и гражданской войны Р. А. Гуммерт продолжил разработку системы музыкального образования, с 1920 года состоял в музыкальной комиссии Наркомпроса, планировал открытие народных музыкальных школ и введение музыкального образования в Единой трудовой школе. Скончался от тифа в возрасте 61 года.